# Kanton Île d’Oléron

Karte der Île d’Oléron

Der Kanton Île d’Oléron ist ein französischer Kanton im Arrondissement Rochefort, im Département Charente-Maritime und in der Region Nouvelle-Aquitaine. Er umfasst die acht Gemeinden der Insel Oléron. Bei der landesweiten Neuordnung der französischen Kantone wurde er 2015 neu gebildet aus den beiden Vorgängerkantonen Le Château-d’Oléron und Saint-Pierre-d’Oléron.

## Gemeinden
Der Kanton besteht aus acht Gemeinden mit insgesamt 22.518 Einwohnern (Stand: 1. Januar 2022) auf einer Gesamtfläche von 174,39 km²:
| Gemeinde               | Einwohner 1. Januar 2022 | Fläche km² | Dichte Einw./km² | Code INSEE | Postleitzahl |
| ---------------------- | ------------------------ | ---------- | ---------------- | ---------- | ------------ |
| Dolus-d’Oléron         | 3.187                    | 29,02      | 110              | 17140      | 17550        |
| La Brée-les-Bains      | 695                      | 7,27       | 96               | 17486      | 17840        |
| Le Château-d’Oléron    | 4.359                    | 15,67      | 278              | 17093      | 17480        |
| Le Grand-Village-Plage | 1.096                    | 6,05       | 181              | 17485      | 17370        |
| Saint-Denis-d’Oléron   | 1.346                    | 11,75      | 115              | 17323      | 17650        |
| Saint-Georges-d’Oléron | 4.052                    | 46,55      | 87               | 17337      | 17190        |
| Saint-Pierre-d’Oléron  | 6.665                    | 40,55      | 164              | 17385      | 17310        |
| Saint-Trojan-les-Bains | 1.118                    | 17,53      | 64               | 17411      | 17370        |
| Kanton Île d’Oléron    | 22.518                   | 174,39     | 129              | 1704       | –            |

## Politik
| Vertreter im Departementrat | Vertreter im Departementrat     | Vertreter im Departementrat |
| Amtszeit                    | Namen                           | Partei                      |
| --------------------------- | ------------------------------- | --------------------------- |
| 2015–                       | Michel Parent Dominique Rabelle | UMP                         |